# Фенти, Эдриан
Эдриан Малик Фенти (англ. Adrian Malik Fenty; род. 6 декабря 1970) — американский политик, мэр округа Колумбия (2007—2011).

## Биография
Фенти родился 6 декабря 1970 года в Вашингтоне вторым из трёх детей Жанетт Бьянки Перно Фенти и Фила Фенти. Его мать — италоамериканка. Её семья иммигрировала в США из коммуны Монте-Сан-Джованни-Кампано в 1920 году. Отец Фенти, родившийся в Буффало, имеет барбадосские и панамские корни. Фил и Жанетт переехали в Вашингтон в 1967 году. Они были владельцами магазина спортивной обуви Fleet Feet.
Эдриан Фенти окончил Оберлинский колледж и Гарвардский университет. В 2000 году он получил место в Совете округа Колумбия. В 2004 году переизбрался на второй срок. В 2006 году Фенти выиграл на выборах мэра округа Колумбия и вступил в должность 2 января 2007 года. В 2010 году ему не удалось пройти через праймериз, и он покинул свой пост 2 января 2011 году.

## Личная жизнь
Фенти — католик.
В 1997 году Фенти женился на юристе Мишель Кросс. У них родилось трое детей: сыновья-близнецы (р. 2000) и дочь (р. 2008). В январе 2013 года пара официально рассталась.